# 7763 Crabeels
7763 Crabeels (1990 UT5) là một tiểu hành tinh vành đai chính được phát hiện ngày 16 tháng 10 năm 1990 bởi E. W. Elst ở Đài thiên văn Nam Âu.